# Oxira wilemani
Oxira wilemani är en fjärilsart som beskrevs av Chang 1991. Oxira wilemani ingår i släktet Oxira och familjen nattflyn. Inga underarter finns listade i Catalogue of Life.